# Корталс, Питер Виллем
Питер Виллем Корталс (нидерл. Pieter Willem Korthals; 1807—1892) — нидерландский ботаник и путешественник.

## Биография
Питер Виллем Корталс родился 1 сентября 1807 года в городе Амстердам в Нидерландах.
На протяжении нескольких лет Корталс работал в Лейденском королевском гербарии, в 1830 году был назначен членом Комиссии естественных наук Голландской Ост-Индской компании. В апреле 1831 года Корталс прибыл на остров Ява. До 1837 года Корталс путешествовал по Ост-Индии, затем вернулся в Голландию. В 1843 году Питер Виллем ушёл на пенсию.
Питер Виллем Корталс скончался 8 февраля 1892 года в Харлеме.
Основной гербарий Корталса был передан Лейденскому университету (L).

## Некоторые научные работы
- Korthals, P.W. (1839). Verhandeling over de op Java, Sumatra en Borneo verzamelde Loranthaceae. 92 p., 2 pl.
- Korthals, P.W. (1839—1844). Verhandelingen over de natuurlijke geschiedenis der Nederlandsche overzeesche Bezittingen. 259 p., 70 pl.

## Роды растений, названные в честь П. В. Корталса
- Kortalsella Tiegh., 1896
- Korthalsia Blume, 1843